# Balantiopteryx
Balantiopteryx és un gènere de ratpenats de la família dels embal·lonúrids format per quatre espècies: 

## Taxonomia
- Ratpenat de sacs alars equatorià (Balantiopteryx infusca)
- Ratpenat de sacs alars de Thomas (Balantiopteryx io)
- Ratpenat de sacs alars de Peters (Balantiopteryx plicata)[1][2]